# Ватерлоо (фільм)
«Ватерлоо» (рос. «Ватерлоо») — художній фільм, знятий радянським режисером Сергієм Бондарчуком, за ініціативою італійського продюсера Діно Де Лаурентіса, розповідає про останню видатну подію епохи Наполеонівських воєн — Битву під Ватерлоо, що підвела риску під володорюванням Наполеона в Європі. Роль Імператора Франції виконав видатний американський актор Род Стайгер.

## Передумови створення фільму
До того часу, як на початку 1960-х років український радянський кінорежисер Сергій Бондарчук взявся за екранізацію видатної праці Льва Толстого «Війна та Мир», його режисерський доробок складався лише з одного фільму — екранізації повісті Михайла Шолохова «Доля людини». Одначе вже режисерський дебют приніс Бондарчуку міжнародне визнання — стрічка отримала масу призів на багатьох фестивалях. Ну а грандіозне полотно, що явили собою його «Війна та Мир», зробили радянського режисера світовою величиною — саме ця кіноепопея отримала «Оскар» 1968 року, як найкращий зарубіжний фільм. Батальні сцени, поставлені Бондарчуком, вразили глядачів своїм розмахом і реалістичністю.
Тож не дивно, що обираючи режисера для свого нового проекту «Ватерлоо», знаменитий італійський продюсер Діно Де Лаурентіс звернувся саме до радянського режисера. Скрупульозність з якою Бондарчук підійшов до постановки «Ватерлоо» вражала — починаючи від найтонших моментів в достовірності костюмів героїв, і закінчуючи деталями характерів персонажів, в усьому було дотримано майже ідеального ладу. Головні ж події фільму — власне битва під Ватерлоо, стали взірцем батального мистецтва в кінематографі, саме в цьому фільмі Бондарчук відкрив кілька прийомів, що надалі використовувались не одним поколінням режисерів. Зокрема, вони послужили своєрідним зразком і для оскароносного «Володаря перснів» Пітера Джексона. Батальні сцени знімалися в Україні за участю 15 000 радянських солдатів і кількох козачих загонів. Цей факт навіть породив жарт, згідно з котрим «Бондарчук командує сьомою за величиною армією світу».
Не зважаючи на повний інтернаціонал у підборі акторів, «Ватерлоо» насправді виблиснув глибокою і зворушливою грою: психологічний портрет Наполеона, котрий вдалося змалювати знаменитому американцю Роду Стайгеру, для багатьох глядачів перевернув уявлення про Імператора. Не менш цікавою стала й робота канадійця Крістофера Пламмера в ролі лорда Веллінгтона. На диво живим й достовірним, майже портретним, вийшов образ маршала Блюхера у виконанні грузинського актора Серго Закаріадзе («Не сумуй», «Батько солдата»), для котрого ця роль стала останньою в житті.
І хоча, наперекір очікуванням, «Ватерлоо» не викликав надто великої цікавості в світової публіки, в цій роботі Сергій Бондарчук в чергове затвердився не тільки як майстер батальних постановок, але й як віртуоз тонкої психологічної гри.

## Сюжет
1814 рік. Французька армія на чолі з імператором Наполеоном з останніх сил стримує натиск антинаполеонівської коаліції, що вже маршує дорогами Франції. На нараді в замку Фонтенбло маршали Імперії вмовляють Наполеона скласти зброю і припинити супротив. Через силу імператор, котрий ще донедавна особисто вирішував долю Європи, погоджується на почесні умови капітуляції — заточення на острові Ельба в супроводі тисячі вірних гвардійців. Вийшовши до своїх солдатів Наполеон виголошує полум'яну промову, і видаляється в вигнання.
Тим часом, післявоєнна Франція заглиблюється в хаос — король Луї XVIII не здатен навести порядок в країні. Скориставшись цим, навесні 1815 року Наполеон тікає з Ельби, і у супроводі гвардійців тріумфально йде країною. Дивізія маршала Нея, котрий пообіцяв королю «привезти чудовисько у залізній клітці», в повному складі переходить на сторону імператора, й самому Нею не лишається нічого, крім як принести нову присягу Наполеонові. Так імператор входить в покинутий своїм монархом Париж, й починає останні 100 днів свого володарювання.
Шокована Європа збирає чергову коаліцію — Англія, Пруссія, Росія готові виступити проти Франції, незважаючи на пропозиції миру, що розсилає монархам Наполеон. Таким чином, нова війна стає неминучою. У своїй ставці в Брюсселі командувач англійської армії лорд Веллінгтон вирішує зустріти війська Наполеона біля селища Ватерлоо. «Тут я зупиню його» — обіцяє він своїм генералам. «Це буде кривавий день» — каже імператор, у передчутті битви.
Наступні сцени фільму з великим драматизмом та історичною достовірністю змальовують протистояння двох найкращих армій Європи та двох найамбітніших воєначальників свого часу, грандіозну битву, в котрій командувачі поставили на карту все, включаючи долю своїх країн.

## Цитата
Я не узурпував корону. Я знайшов її в вигрібній ямі. Я — я! — підібрав її своєю шпагою. І це був народ, Алексісе, народ надяг цю корону на мою голову. Той, хто рятує націю, не порушує законів.

## У ролях
- Род Стайгер — Наполеон
- Крістофер Пламмер — Артур Веллінгтон
- Орсон Веллс — Людовик XVIII
- Серго Закаріадзе — маршал Блюхер
- Євген Самойлов — генерал П'єр Камбронн
- Джек Хокінс — генерал Томас Піктон
- Вірджинія Маккенна — Шарлотта Леннокс, герцогиня Річмонд
- Дан О'Херліхі — маршал Ней
- Іво Гаррані — маршал Сульт
- Теренс Александер — лорд Аксбрідж
- Володимир Дружников — генерал Жерар
- Лев Поляков — Келлерман

## Деякі неточності
- На нараді в Фонтенбло, де маршали Імперії вмовляють Наполеона зректися престолу, присутній і маршал Сульт. Одначе, насправді під час зречення Наполеона Сульт командував обороною Тулузи від армії Веллінгтона.
- Одним з найдраматичніших моментів стрічки є поява на горизонті чорних стягів пруської кавалерії, що, начебто, й вирішила долю битви. Натомість, насправді прусаки втягувались у битву частинами, і досить довгий час французький резерв вдало стримував їхні атаки.